# Улзийт
Улзийт (монг. Өлзийт)– сомон Архангайського аймаку Монголії. Територія 1,7 тис. км², населення 3,2 тис. чол.. Центр селище Хушут. Знаходиться на відстані 140 км від Цецерлега, 400 км від Улан-Батора. Школа, лікарня, сфера обслуговування, будинок відпочинку.

## Рельєф
Гори Байшир, Улзийт (1700-1900 м), річка Орхон, солені озера Тухум та Цагаан.

## Корисні копалини
Багатий запасами залізної руди, хімічною та будівельною сировиною.

## Клімат
Різкоконтинентальний клімат, середня температура січня -21-22 градуси, середня температура липня +18-20 градусів. Протягом року в середньому випадає 250-350 мм опадів.

## Тваринний світ
Водяться вовки, лисиці, манули, зайці, багато тарбаганів.

## Межі сомону
Сомон межує з такими сомонами аймаку Архангай: Хайрхан, Батценгел, Угийнуур, на півночі та сході межує з аймаком Булган